# Rio Alegre (vattendrag i Brasilien, Paraná, lat -24,47, long -50,47)
Rio Alegre är ett vattendrag i Brasilien.   Det ligger i delstaten Paraná, i den södra delen av landet, 1 000 km söder om huvudstaden Brasília.
Omgivningen kring Rio Alegre är en mosaik av jordbruksmark och naturlig växtlighet. Området är mycket glesbefolkat, med 7 invånare per kvadratkilometer.